# КрАЗ-255Л
КрАЗ-255Л — серийный лесовоз, разработанный на основе конструкции КрАЗ-255Б и выпускавшийся массово-поточным способом Кременчугским автомобильным заводом.

## История
29 сентября 1967 года ЦК КПСС и Совет министров СССР утвердили задачи по предприятиям автомобильной промышленности СССР на 1968 - 1970 годы, одной из задач, поставленных Кременчугскому автозаводу являлось создание и освоение серийного производства специализированного трёхосного лесовозного грузового автомобиля.
Полноприводный лесовоз КрАЗ-255Л грузоподъёмностью 23 тонны был разработан для транспортировки деревьев с кроной и хлыстов длиной 24 - 30 метров по лесовозным дорогам с твёрдым покрытием. Эксплуатировался вместе с прицепом-роспуском, который в незагруженном состоянии перевозился в сложенном состоянии на тягаче.
В результате совершенствования конструкции, с течением времени ресурс выпускаемых автомашин увеличивался.
В 1972 году КрАЗ-255Л был награждён золотой медалью ВДНХ СССР. К началу 1977 года КрАЗ-255Л был аттестован по высшей категории качества.
К 1979 году была разработана модификация КрАЗ-255Л с морозостойкими резинотехническими изделиями, улучшенной теплоизоляцией кабины и более мощным отопителем, предназначенная для работы в условиях низких температур (в условиях Крайнего Севера КрАЗ-255Л нередко использовали как трубовозы для транспортировки труб большого диаметра и металлоконструкций).
Также, на проходившей в сентябре 1979 года в Москве 2-й международной выставке "Лесдревмаш-79" был впервые представлен улучшенный вариант КрАЗ-255Л с новым прицепом-роспуском ГКБ-9383-010.
В 1981–1982 гг. в Свердловской области РСФСР состоялись сравнительные испытания нескольких марок и моделей лесовозных автопоездов, проводимые НИПКИ механизации и энергетики леспрома. В них участвовали стандартный КрАЗ-255Л, его же экспериментальный вариант на двускатных шинах 370-508 низкого давления модели Я-307 с «вездеходным» протектором, работавший с прицепом-роспуском ЛТ-56, а также экспериментальный модернизированный лесовоз КрАЗ-6439 с шинами ИЯВ-12Б размерности 12,00-20, работавший в паре с прицепом-роспуском ГКБ-9383 производства Тавдинского механического завода.
В ноябре 1984 года на заводе была завершена разработка глушителя шума выхлопа двигателя улучшенной конструкции, с 1985 года их начали ставить на выпускаемые автомашины.
В соответствии с производственными планами завода выпуск КрАЗ-255Л1 должен был быть прекращён в 1988 году, однако изготовление последних машин было завершено в 1989 году. Всего было изготовлено 29 466 лесовозов КрАЗ-255Л и КрАЗ-255Л1.

## Варианты и модификации
- КрАЗ-255Л — базовая модель, первый автомобиль выпущен 6 мая 1969 года. Эксплуатировался вместе с двухосным прицепом-роспуском ТМЗ-803 производства Тавдинского машиностроительного завода (изначально разработанным для лесовоза МАЗ-509)[14]
- КрАЗ-255Л1 - улучшенная модель 1980 года, основные узлы трансмиссии унифицированы с самосвалом КрАЗ-256Б1, эксплуатировался вместе с прицепом-роспуском ГКБ-9383-010[1]
- КрАЗ-255Л на двускатных шинах низкого давления - экспериментальный вариант, в 1981 - 1982 гг. проходивший испытания с прицепом-роспуском ЛТ-56[11]